# Incshon híd
Az Incshon híd (hangul:  인천대교, Incshon tegjo, RR: Incheon daegyo) több elemből álló, vasbeton autópályahíd Dél-Koreában. A híd teljes hossza 12,3 km, felvezető útpályákkal együttes hossza: 21,38 km. A fő híd ferdekábeles híd, amely a legnagyobb – 800 m-es – fesztávolsággal rendelkezik a teljes hídszerkezeten belül, s mint ilyen az átadásakor még a világ ötödik legnagyobb ferdekábeles hídja volt. 2014-ben már csak a 9. helyezést ért el a fesztávolságával. Az Incshon (Incheon) híd 2009. október 26-ai hivatalos átadásával a leghosszabb hídja lett Dél-Koreának.

## Története
A tenger híd koncessziós jogát a Incheon Bridge Corporation nemzetközi magánbefektetés kapta és egyben finanszírozta az építkezést. A finanszírozást a befolyó útdíj bevételek fedezete adja. A projekt előkészítésére a Korean Ministry of Land, Transport és a Maritime Affairs (MLTM) (magyarul: Koreai Vidék, Közlekedési és Tengerészeti Ügyek Minisztériuma) közreműködésével került sor. A kivitelezők: SK Engineering and Construction Co. Ltd, a AMEC, Halcrow, a Dasan Consultants, és Arup voltak.
A híd fő célja, hogy közvetlen összeköttetést teremtsen Szongdo (Songdo) üzleti negyeden át (New Songdo City) Incshon (Incheon) és az incshoni repülőtérrel, ezáltal akár 1 órával is csökkentve az utazási időt. A közúti híd a Sárga-tenger öble felett ível át. Átadásakor még a világ 5. legnagyobb ferdekábeles hídja volt, 2014-re már csak a 9. Átadásával ez lett Dél-Korea leghosszabb hídja. Az építkezés kicsit több mint négy évig tartott 2005 és 2009. között.

## Szerkezete
Az Incshon (Incheon) híd több híd egymás utáni láncolatából áll. A hagyományos lábakon álló vasbeton szerkezet mellett a fő hajózási útvonalak és a kikötő megközelítése érdekében egy ferdekábeles híd is elhelyezést nyert itt. A ferdekábeles híd legnagyobb középső fesztávolsága 800 m, a ferdekábeles szakaszú híd hossza pedig: 1480 m. A középső nyílás mellett mindkét oldalon egy 260 m-es és egy 80 m-es oldalsó nyílás is található. A főbb hídpilléreket a hajózási útvonal miatt külön víz alatti beton oszlopokkal is védik. A ferdekábeleket tartó pilon 230,5 m magas, fordított Y alakú. A pilonok fúrt cölöpalapon nyugszanak. A ferdekábeles hídra mindkét oldalon 889 m hosszú rámpa vezet fel. A felvezető rámpa és a tengervízben álló viadukt előregyártott vasbeton elemekből épült, amelyeket úszódaruval emeltek a helyükre. A legnehezebb előre gyártott vasbeton egységek súlya 1400 tonna volt.
A híd műszakilag 2009. október 7-én készült el.
A hídszerkezetet a nyáron pusztító tájfunnal szemben is méretezték.
A híd egy szeizmikusan aktív térségben épült fel, ezért szükségessé vált az innovatív megoldások alkalmazása és a rugalmasságot lehetővé tevő alépítmény kialakítás. A híd fedélzetén a rengésből adódó mozgások kompenzálására darabonként 50 tonnás súlyokat helyeztek el.
Az építési költség 1,3 milliárd dollár volt.

## Galéria

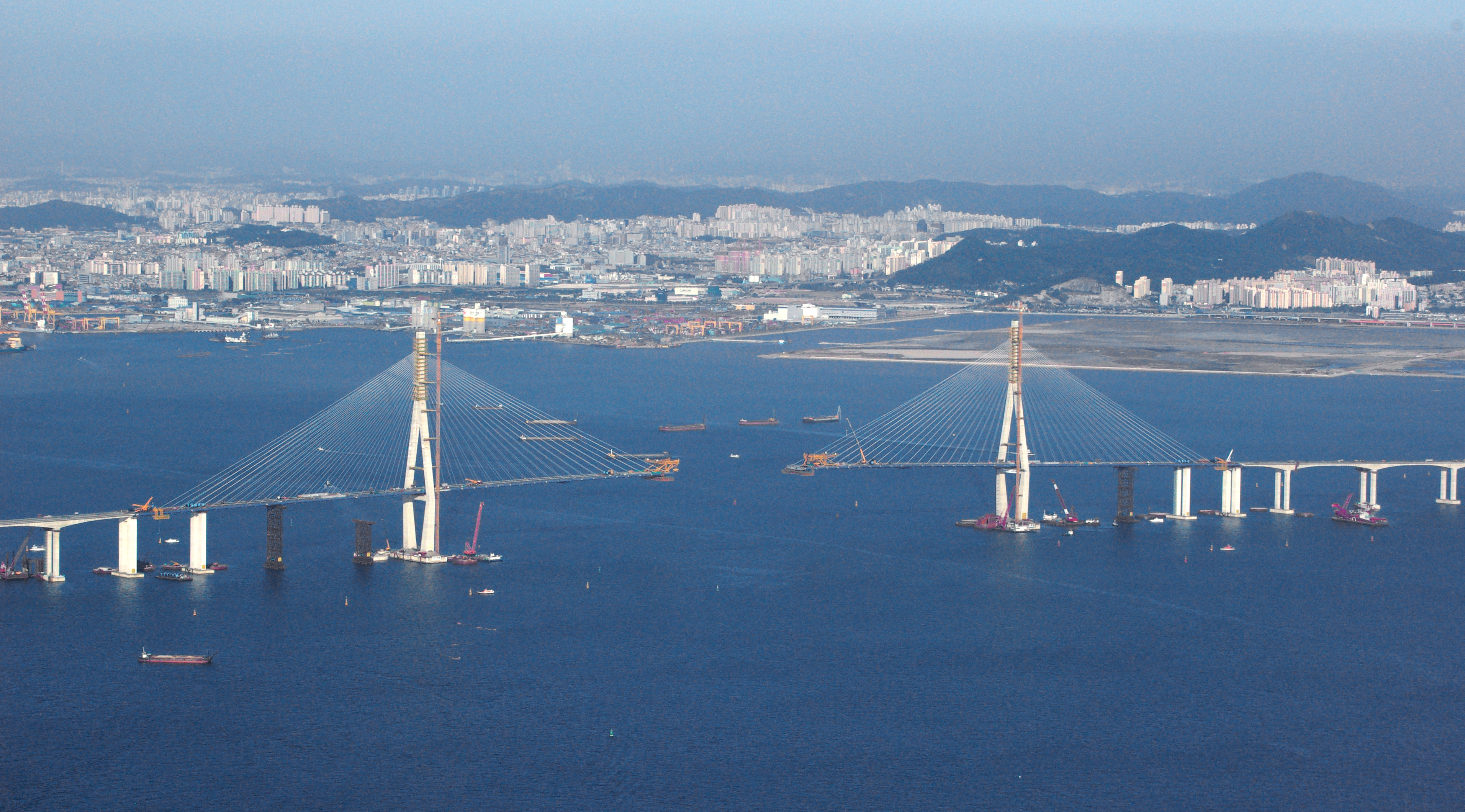
Építés alatt
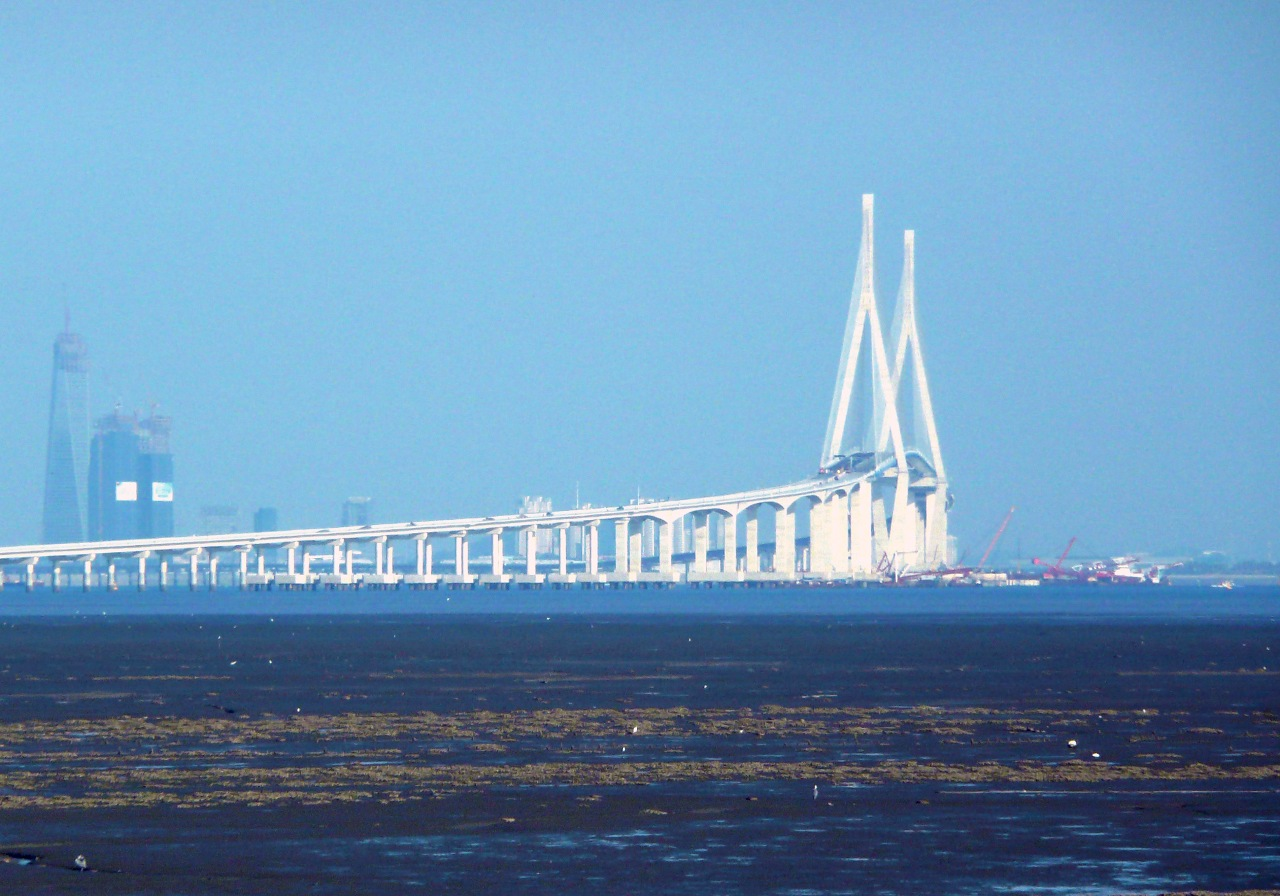
A tengeri híd látképe
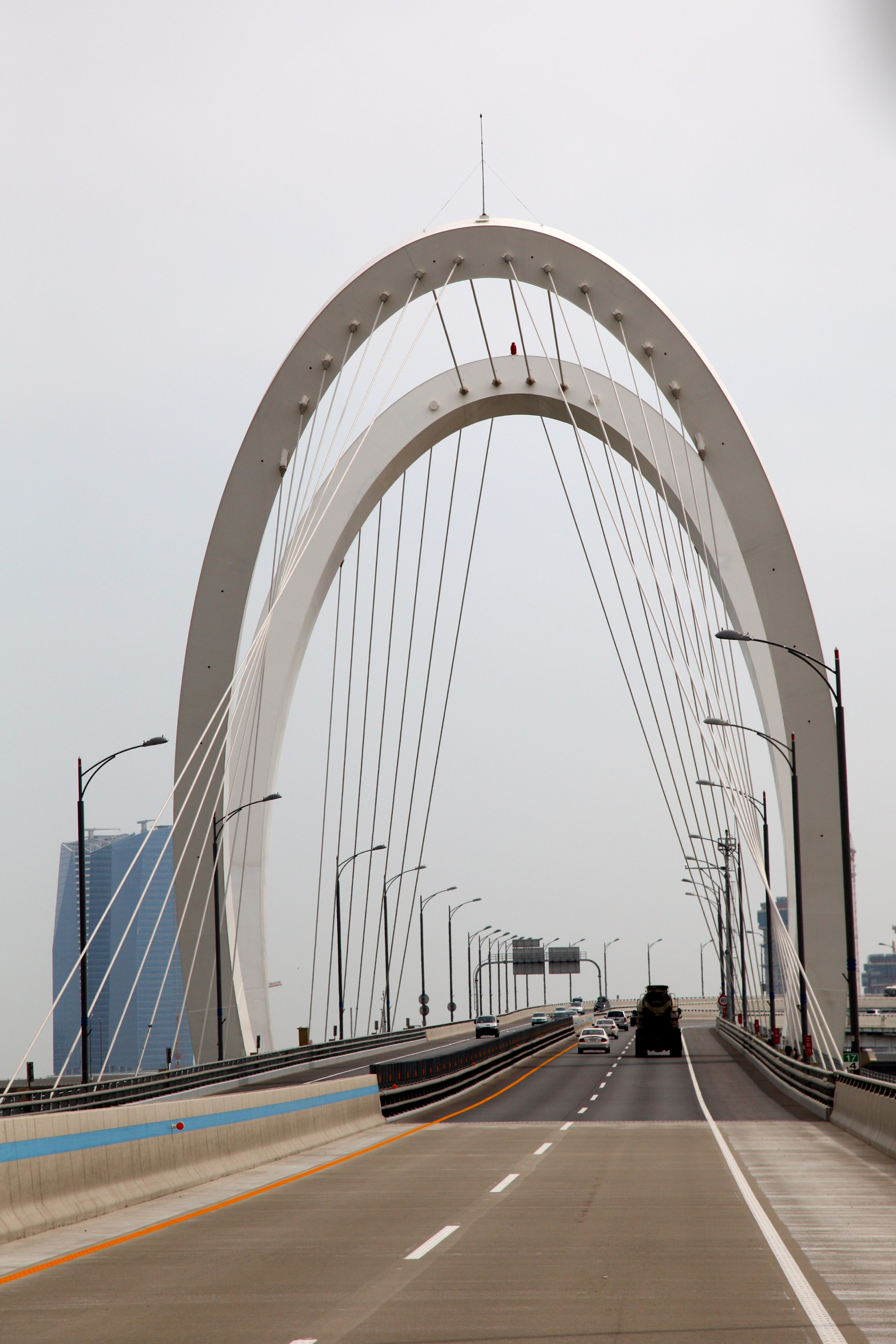
Híd részlete
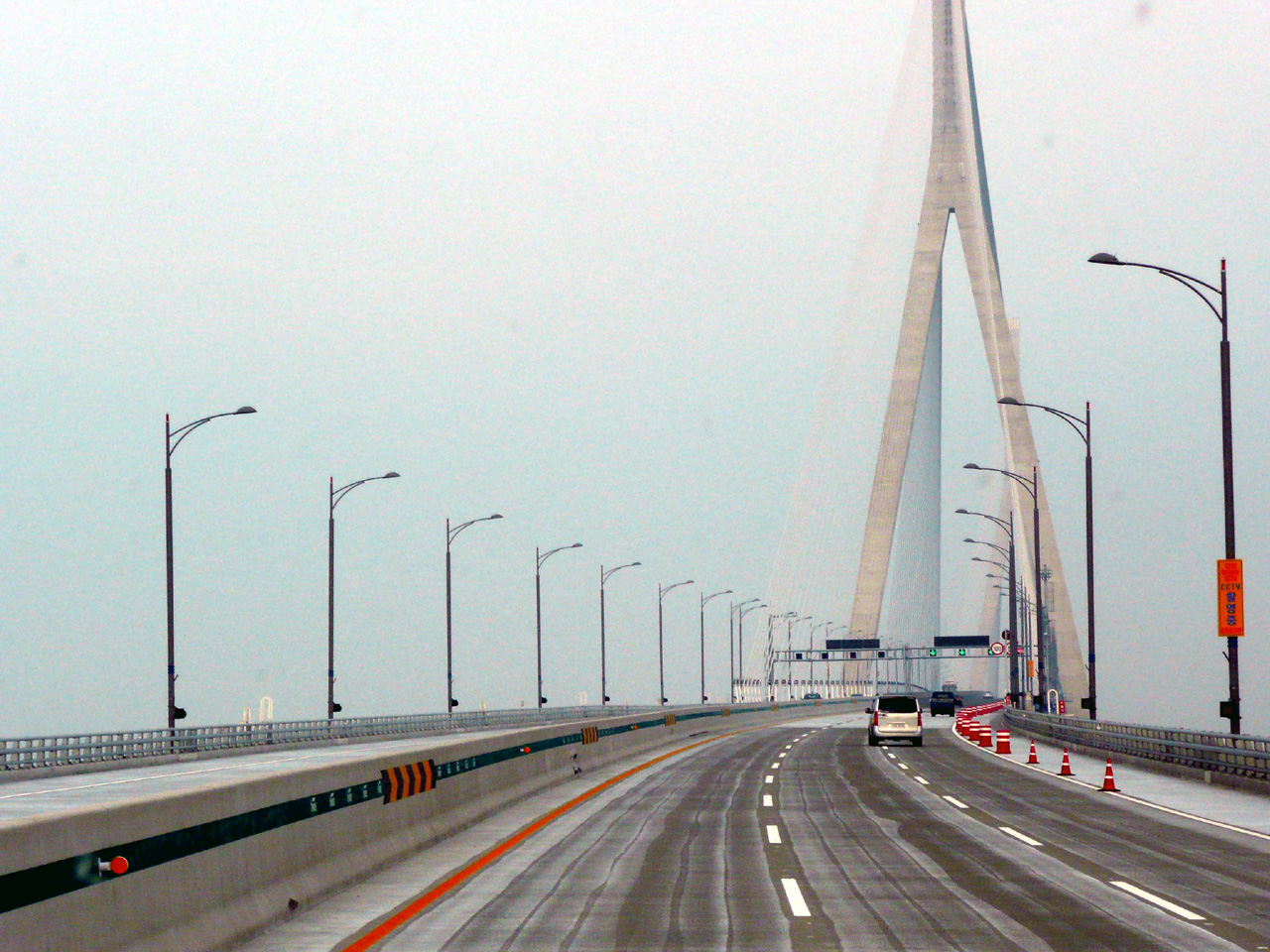
Ferdekábeles híd látképe
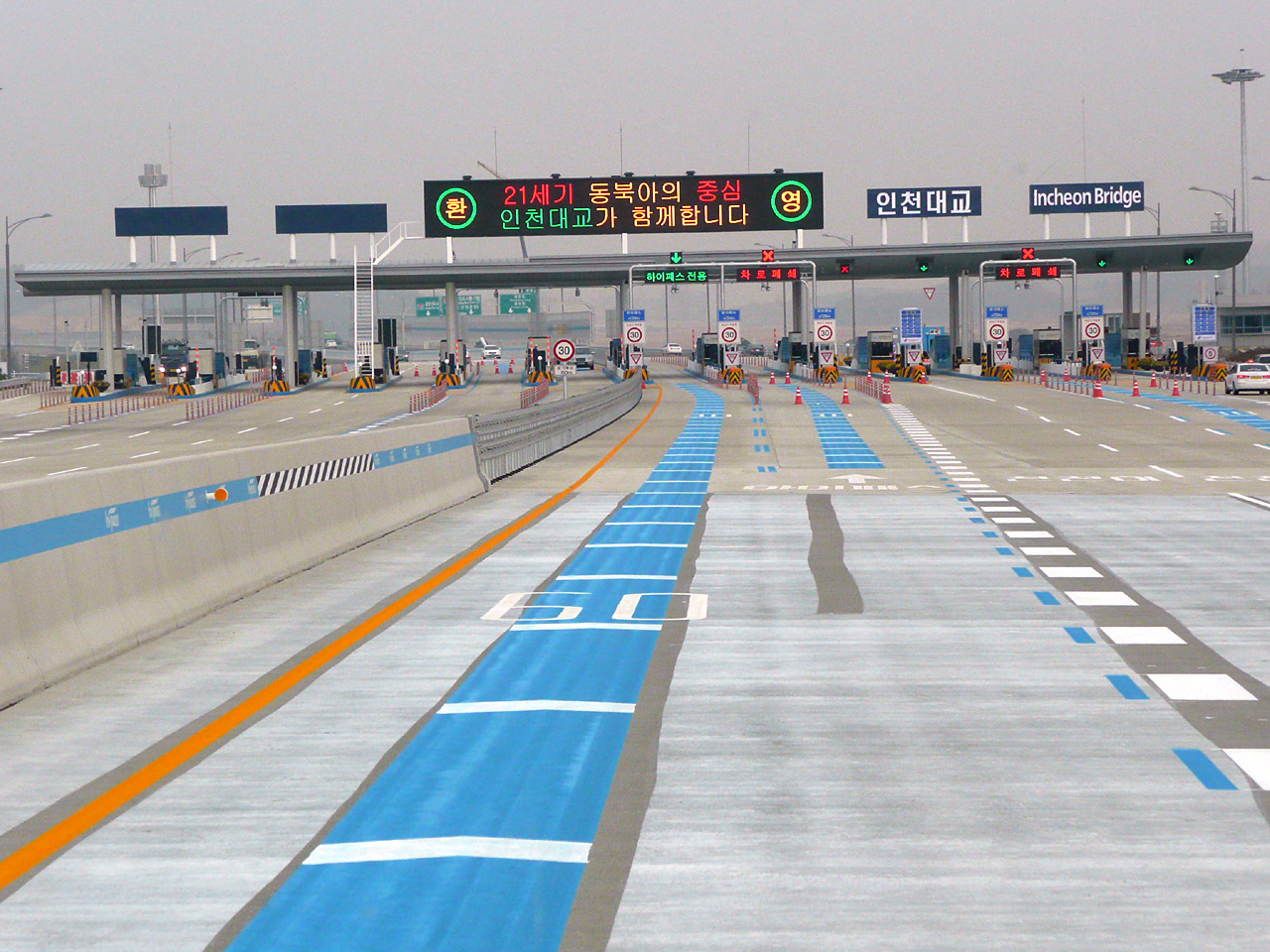
Fizetőkapu
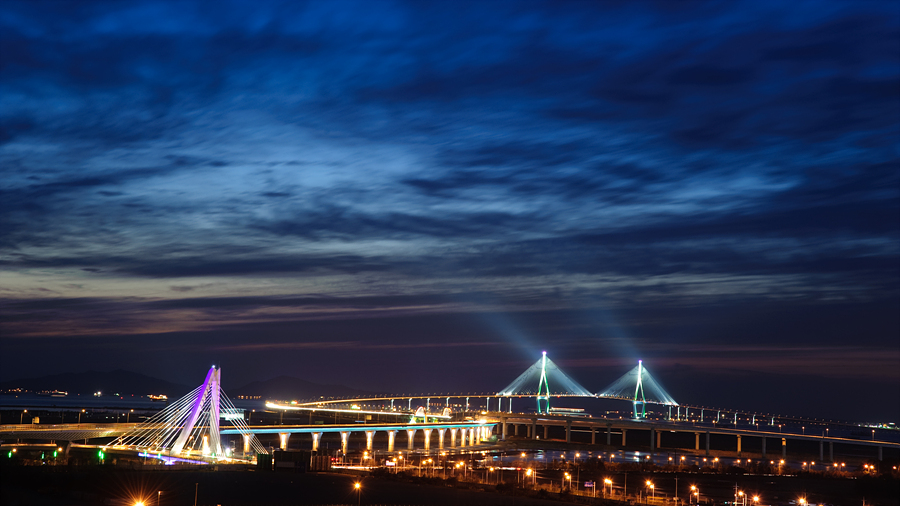
Díszkivilágítással

## Fordítás
- Ez a szócikk részben vagy egészben  az   Incheon-Brücke című német Wikipédia-szócikk ezen változatának fordításán alapul.  Az eredeti cikk szerkesztőit annak laptörténete sorolja fel. Ez a jelzés csupán a megfogalmazás eredetét és a szerzői jogokat jelzi, nem szolgál a cikkben szereplő információk forrásmegjelöléseként.